# 史賓納隆加島
35°16′20″N 25°44′55″E / 35.27222°N 25.74861°E

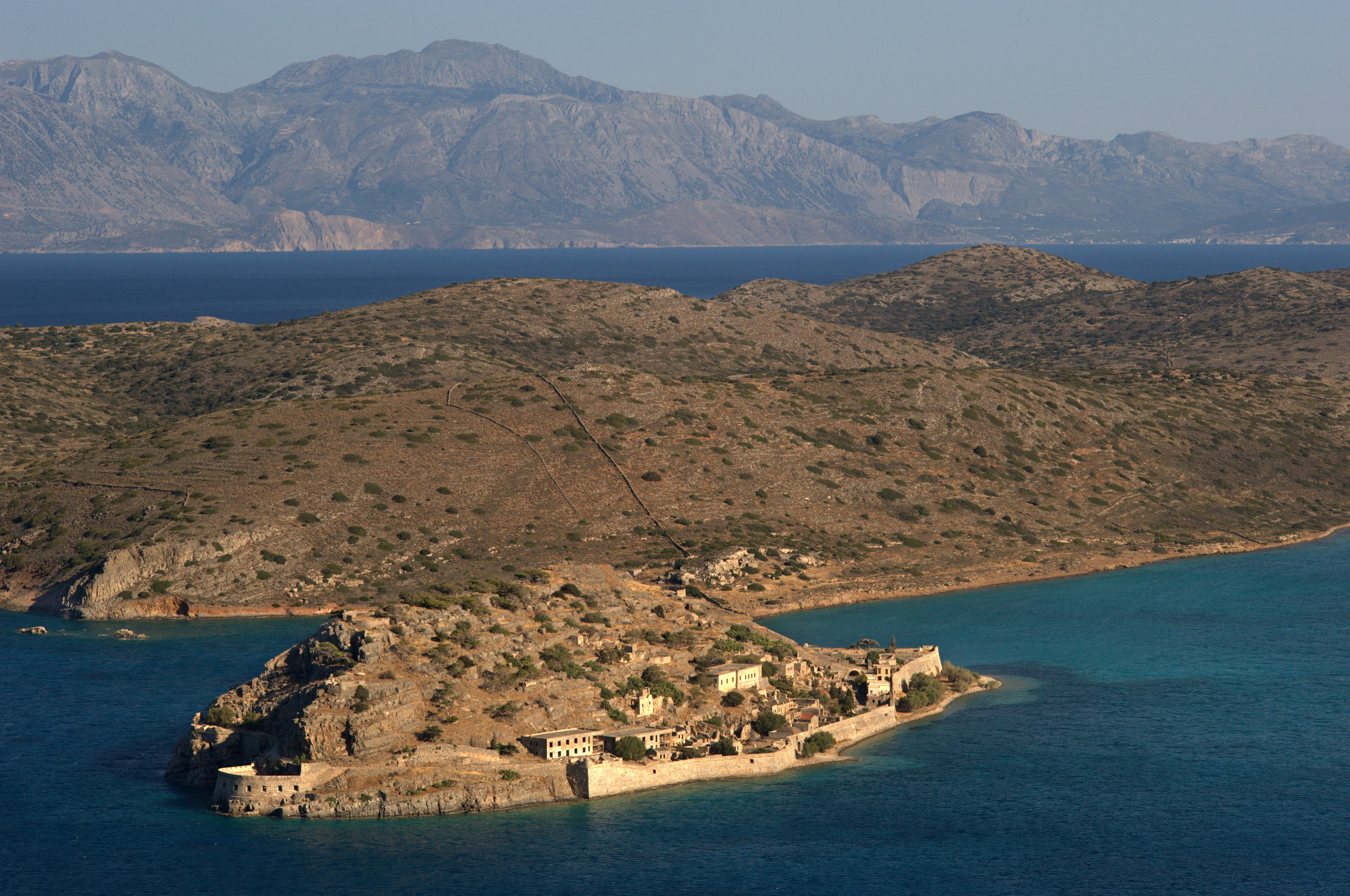
史宾纳隆加岛全景

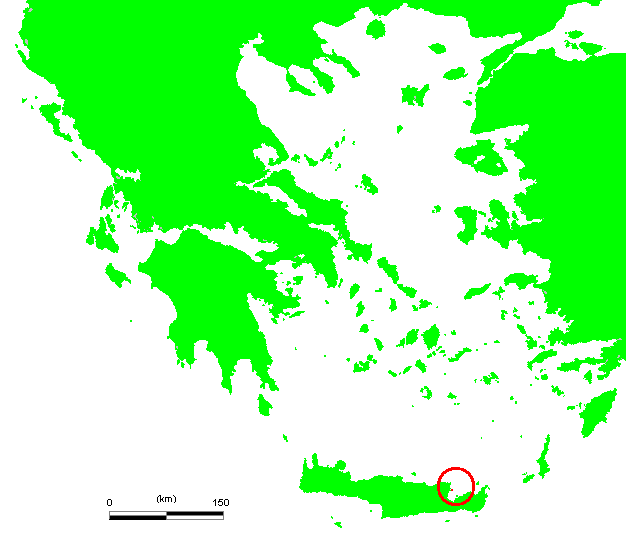
在希臘的位置

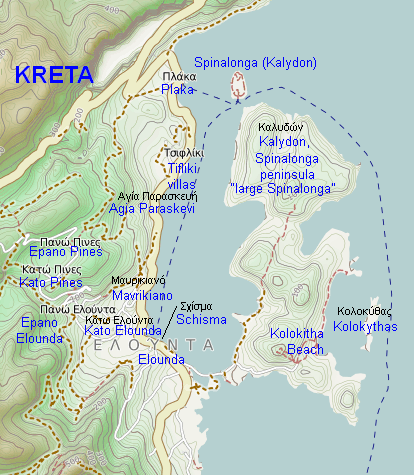
更詳細的地圖

史賓納隆加島（希臘語：Σπιναλόγκα），官方名稱為（Kalidon），是位於希臘克里特岛東北方的一个島嶼，位於Elounda灣，全島面積約8.5公頃。史賓納隆加是威尼斯語，意思為「長刺」（spina lunga），源自威尼斯占領此區時期。1903年－1957年為希臘主要的痲瘋病人隔離所。最高峰時島上曾有400名病人。
英國作家維多莉亞·希絲洛普（Victoria Hislop）的第一本小說《孤島戀人》（The Island）和韋納·荷索的實驗短片《Letzte Worte》皆以此地為背景進行以麻风病為主題的創作。